# Personenbelasting
De personenbelasting is in België de inkomstenbelasting die geheven wordt op het wereldwijde jaarinkomen van particulieren (gezinnen). De personenbelasting geldt enkel voor inwoners. Voor niet-inwoners geldt een vergelijkbare belasting van niet-inwoners. Voor bedrijven en verenigingen is er de vennootschapsbelasting of de rechtspersonenbelasting. De inkomsten van de belasting worden verdeeld over de federale overheid, de gewesten (met inbegrip van de provinciën) en de gemeenten (via opcentiemen). De regering-De-Croo heeft een verschuiving van belasting voorgesteld; van belasting op arbeid naar kapitaal en consumptie.
Het verschil tussen wat werkgevers betalen en wat werknemers uiteindelijk uitbetaald krijgen, is nergens in de geïndustrialiseerde wereld groter dan in België. Dat blijkt uit het nieuwste Taxing Wages-rapport van de OESO, de Organisatie voor Economische Samenwerking en Ontwikkeling, dat de fiscale druk op arbeid in 2024 in kaart brengt.

## Algemene principes

### Wereldwijd
Rijksinwoners worden belast op het inkomen ongeacht hun oorsprong, het zogenaamde wereldinkomen. Wie in België woont, en aandelen van bijvoorbeeld IBM (een Amerikaanse onderneming) heeft en een woning in Frankrijk die hij verhuurt, wordt volgens dit principe in België belast op de som van het Belgisch loon, het Amerikaans roerend inkomen en het Frans onroerend inkomen.
Ook Amerika kan belastingen heffen op het dividend dat de Amerikaans onderneming uitkeert en Frankrijk kan belastingen heffen op het Franse onroerend inkomen. Er kan dus een dubbele belasting ontstaan op buitenlandse inkomsten. Daarom sluiten landen internationale verdragen af die bepalen wie er recht heeft om het inkomen te belasten. Dergelijke verdragen ter vermijding van dubbele belasting of om te vermijden dat geen van beide landen belastingen heft, noemt men dubbelbelastingverdragen. In het voorbeeld gaat het om het dubbelbelastingverdrag tussen België en de Verenigde Staten van Amerika om te weten welke van de twee staten belasting mag heffen op het dividend, en het verdrag tussen België en Frankrijk om te weten wie het onroerend inkomen mag belasten.

### Globalisatie
Onder globalisatie verstaat men dat alle inkomsten die een rijksinwoner geniet, worden samengevoegd en dus geglobaliseerd. Heeft iemand bijvoorbeeld inkomsten uit arbeid samen met ziektevergoedingen en werkloosheidsuitkeringen en een tweede woning en bovendien ook nog een onderhoudsuitkering, dan wordt zijn belastbaar inkomen bepaald door de som van al deze inkomsten.
Hierop bestaat een belangrijke uitzondering: de roerende inkomsten (intresten, dividenden, ...) worden afzonderlijk belast tegen een eigen tarief. Ze maken geen deel uit van het geglobaliseerde inkomen. Sommige diverse inkomsten worden afzonderlijk belast zoals bepaalde meerwaarden op onroerende goederen. Voor nog andere inkomsten gelden specifieke vrijstellingen of verminderingen.

### Persoonlijk
| Jaar (inkomsten) | Maximum- bedrag |
| ---------------- | --------------- |
| 2024             | € 13 050        |
| 2023             | € 12 550        |
| 2022             | € 11 450        |
| 2021             | € 11 170        |
| 2020             | € 11 090        |
| 2019             | € 10 940        |
| 2018             | € 10 720        |
| 2017             | € 10 490        |
| 2016             | € 10 290        |
| 2015             | € 10 230        |
| 2014             | € 10 200        |
| 2013             | € 10 090        |
| 2012             | € 9 810         |
| 2011             | € 9 470         |
| 2009-2010        | € 9 280         |
| 2008             | € 8 880         |
| 2007             | € 8 720         |
| 2006             | € 8 560         |
| 2005             | € 8 330         |
| 2004             | € 8 160         |

Als men gehuwd is, of wettelijk samenwoont, gebeurt de aangifte en de afrekening gemeenschappelijk. Er wordt dus maar een enkel formulier ingevuld en door beide partners ondertekenend. Hiervoor wordt voor iedere rubriek een dubbele kolom voorzien. De oudste partner vult de linker kolom in. Elke partner wordt afzonderlijk belast op de eigen inkomsten. Als algemene regel worden de inkomsten van partners dus niet samengevoegd. Bepaalde inkomsten worden ofwel verdeeld, ofwel (gedeeltelijk) overgeheveld. Het is pas helemaal op het einde dat de verschuldigde bedragen, of tegoeden, worden samengevoegd. Er wordt dus maar een enkele (gemeenschappelijke) aanslag gevestigd.
Afhankelijk van het huwelijkscontract worden roerende inkomsten en onroerende inkomsten mogelijks verdeeld onder de partners (gemeenschappelijke aanwinsten).

#### Huwelijksquotiënt
Wanneer een van de partners geen beroepsinkomen heeft, ofwel een beperkt inkomen heeft, wordt automatisch 30% van het gemeenschappelijk inkomen met een maximum van €11 450 (inkomsten 2022) fictief overgeheveld naar de andere partner. Dit is het principe van het huwelijksquotiënt. Dit is ook van toepassing als beide partners beroepsinkomsten hebben maar waarbij het inkomen van de partner met het laagste beroepsinkomen lager is dan 30% van het gezamenlijk beroepsinkomen. Hierdoor moeten sommige koppels minder belastingen betalen omdat dit fictieve inkomen vaak in de laagste belastingschijf valt en het inkomen van de partner met het hoogste inkomen fictief vermindert en dus gedeeltelijk weggenomen wordt uit de hogere schijven. Het principe van het huwelijksquotiënt staat ter discussie en zal mogelijks geleidelijk wegvallen of aangepast worden bij de hervorming van de fiscaliteit.

### Jaarinkomen
In België is het fiscaal jaar gelijk aan het kalenderjaar. Alle inkomsten die in het vorige kalenderjaar worden verdiend, worden aan de belasting onderworpen. De goedgekeurde kosten die in datzelfde jaar werden gedaan kunnen in mindering worden gebracht van de inkomsten. Het inkomen van een bepaald belastbaar tijdperk wordt in principe "aangeslagen" in het jaar dat erop volgt. Het inkomstenjaar 2019 is dus gelijk aan het aanslagjaar 2020. Het aanslagjaar bepaalt de toepasselijke wetgeving. Bepaalde achterstallen kunnen om technische redenen worden verrekend in het volgende belastingjaar. Personen (en kinderen) ten laste worden bepaald op 1 januari van het aanslagjaar.

### Indexatie
Al de bedragen in het Wetboek van de Inkomstenbelastingen die in de titel Personenbelasting staan, worden in principe jaarlijks geïndexeerd. Dit geldt zowel voor de belastingschijven, voor de forfaitaire beroepskosten als voor de uitgaven die recht geven op een belastingvermindering. In het verleden heeft de regering bepaalde reglementen toch retroactief toegepast, ten nadele van de belastingbetaler (zie pensioensparen en langetermijnsparen).

## Belastbare inkomsten
| Jaar (inkomsten) | Maximum- bedrag | Inkomens- grens |
| ---------------- | --------------- | --------------- |
| 2025             | € 5 930         |                 |
| 2024             | € 5 750         |                 |
| 2023             | € 5 520         |                 |
| 2022             | € 5 040         |                 |
| 2021             | € 4 920         |                 |
| 2020             | € 4 880         |                 |
| 2019             | € 4 810         |                 |
| 2018             | € 4 720         | € 35 733        |
| 2017             | € 4 320         | € 35 113        |
| 2016             | € 4 240         | € 34 589        |
| 2015             | € 4 090         | € 58 341        |
| 2014             | € 3 950         | € 64 587        |
| 2013             | € 3 900         | € 63 634        |
| 2012             | € 3 790         |                 |
| 2011             | € 3 670         | € 60 059        |
| 2009-2010        | € 3 590         | € 58 685        |
| 2008             | € 3 380         | € 56 768        |
| 2007             | € 3 320         |                 |
| 2006             | € 3 230         | € 55 526        |
| 2005             | € 3 110         | € 54 636        |
| 2004             | € 3 050         | € 53 609        |

Het Wetboek van de Inkomstenbelastingen omschrijft vier categorieën van inkomsten: inkomsten uit onroerende goederen, inkomsten uit roerende goederen, beroepsinkomsten en diverse inkomsten. Hetgeen belast wordt zijn de netto inkomsten, na afhouding van de bijdragen voor de sociale zekerheid en de werkelijke, hetzij de forfaitaire kosten (zie tabel). Tegemoetkomingen zoals kinderbijslag, studiebeurzen of bouwpremies worden niet als inkomen beschouwd. Sommige inkomsten worden geheel of gedeeltelijk vrijgesteld van belastingen (b.v. dividenden). Erfenissen vallen onder de erfbelasting. De geografische oorsprong van het inkomen is niet relevant; de rijksinwoners worden immers belast op hun wereldwijd inkomen.

### Rijksinwoners
Volgens het Wetboek van Inkomstenbelastingen zijn aan de personenbelasting onderworpen de rijksinwoners, de natuurlijke personen die in België hun woonplaats of de zetel van hun fortuin hebben. T.a.v. de woonplaats moet men rekening houden met de werkelijke woonplaats. Het feit dat men in het Rijksregister van de natuurlijke personen is ingeschreven, levert een vermoeden op dat men een rijksinwoner is. Dit vermoeden kan worden weerlegd zowel door de fiscale administratie als door de belastingplichtige.
De nationaliteit van de personen die aan de Belgische personenbelasting onderworpen zijn, speelt dus geen rol. Bepaalde belastingvoordelen of taxaties zijn wel afhankelijk van het gewest waar een persoon woont.
Voor gehuwden wordt de woonplaatsbelasting (gemeentelijke opcentiemen) bepaald door de plaats waar het gezin is gevestigd. Wettelijk samenwonenden worden gelijkgesteld met gehuwden, en een wettelijk samenwonende met een echtgenoot. Er wordt geen onderscheid gemaakt in gender. Indien het gezin zijn feitelijke woonplaats in België heeft, wordt de betrokkene geacht zijn woonplaats ook in België te hebben. Dit betreft een onweerlegbaar vermoeden.
In oktober 2024 schafte de UK het non-dom gunstregime op buitenlandse inkomsten af, waardoor inwoners van de UK (onafhankelijk van nationaliteit) naar andere landen (o.a. België) verhuisden.

### Belastingschalen
| Van      | Tot      | Tarief | Marginale belasting | Cumulatieve belasting |
| -------- | -------- | ------ | ------------------- | --------------------- |
| € 0      | € 7 270  | 0 %    | € 0                 | € 0                   |
| € 7 270  | € 11 070 | 25 %   | € 950               | € 950                 |
| € 11 070 | € 12 720 | 30 %   | € 495               | € 1 445               |
| € 12 720 | € 21 190 | 40 %   | € 3 388             | € 4 833               |
| € 21 190 | € 38 830 | 45 %   | € 7 938             | € 12 771              |
| € 38 830 | hoger    | 50 %   | pro rata            | > € 12 771            |

| Van      | Tot      | Tarief | Marginale belasting | Cumulatieve belasting |
| -------- | -------- | ------ | ------------------- | --------------------- |
| € 0      | € 8 990  | 0 %    | € 0                 | € 0                   |
| € 8 990  | € 13 440 | 25 %   | € 1 112             | € 1 112               |
| € 13 440 | € 23 720 | 40 %   | € 4 112             | € 5 224               |
| € 23 720 | € 41 060 | 45 %   | € 7 803             | € 13 027              |
| € 41 060 | hoger    | 50 %   | pro rata            | > € 13 027            |

| Tarief | (volgens jaar van inkomsten) | (volgens jaar van inkomsten) | (volgens jaar van inkomsten) | (volgens jaar van inkomsten) | (volgens jaar van inkomsten) | (volgens jaar van inkomsten) | (volgens jaar van inkomsten) | (volgens jaar van inkomsten) |
| Tarief | 2025                         | 2024                         | 2023                         | 2022                         | 2021                         | 2020                         | 2019                         | 2018                         |
| ------ | ---------------------------- | ---------------------------- | ---------------------------- | ---------------------------- | ---------------------------- | ---------------------------- | ---------------------------- | ---------------------------- |
| 0 %    | € 10 910                     | € 10 570                     | € 10 160                     | € 9 270                      | € 9 050                      | € 8 990                      | € 8 860                      | € 7 430                      |
| 25 %   |                              | € 15 820                     | € 15 200                     |                              |                              | € 13 440                     |                              |                              |
| 40 %   |                              | € 27 920                     | € 26 830                     |                              |                              | € 23 720                     |                              |                              |
| 45 %   |                              | € 48 320                     | € 46 440                     |                              |                              | € 41 060                     |                              |                              |
| 50 %   |                              | > € 48 320                   | > € 46 440                   |                              |                              | > € 41 060                   |                              |                              |

De tarieven van de personenbelasting klimmen op van 25% tot 50% (zogeheten "progressieve" tarieven). De belastingschalen zijn zo opgesteld dat ze een sociale herverdeling proberen te doen van de inkomsten: rijken betalen evenredig meer belasting dan armen.
In de jaren 1960-1970 werden de belastingen en het aantal belastingschijven verhoogd. Nadien werden het aantal schijven verminderd. In 1988 werden het aantal belastingschalen verminderd van 13 naar 7. Voor de inkomsten 1989 werden de schalen van 61,90%, 67,80% en 70,30% vervangen door 55% waardoor het aantal schalen verder werd gereduceerd tot 6. De Regering Verhofstadt (welke, wanneer?) schafte het tarief van 55% af.
Voor de inkomsten van 2018 werd de belastingschaal van 30% afgeschaft en de grensbedragen werden opgetrokken waardoor de lagere inkomens minder belasting betalen. Er is altijd een belastingvrije som; tot dat grensbedrag wordt geen belasting betaald. Dit bedrag wordt verhoogd volgens het aantal kinderen ten laste. De belastingvrije som wordt eigenlijk verrekend als een (fictieve) belastingvermindering i.p.v. van die (eenvoudig) te beschouwen als een echte belastingschaal aan een tarief van 0%.

### Verminderingen en aftrekposten
| Inkomen lager dan | Percent |
| ----------------- | ------- |
| € 5 760           | 29,35 % |
| € 11 380          | 10,50 % |
| € 19 390          | 8,00 %  |
| boven € 19 390    | 3,00 %  |

| Inkomen lager dan | Percent |
| ----------------- | ------- |
| € 8 620           | 30 %    |
| € 20 360          | 11 %    |
| boven € 20 360    | 3 %     |

In België bestaan heel veel belastingverminderingen, vrijstellingen en aftrekposten. Daarom is het ook dat er zoveel fiscale codes bestaan op het aangifteformulier. Slechts een beperkt aantal wordt op de meeste aangiften ingevuld en de meerderheid van de codes wordt maar door een beperkt aantal belastingplichtigen gebruikt.
Het beroepsinkomen wordt onmiddellijk verminderd met:
- de sociale bijdragen: RSZ ten bedrage van 13,07% van het brutoloon, maar ook ziekenfondsbijdragen of VAPZ voor zelfstandigen.
- beroepskosten: ofwel de werkelijke beroepskosten die dan ook bewezen moeten worden, ofwel de forfaitaire beroepskosten volgens het beroepsinkomen. De percentages blijven over het algemeen dezelfde maar de schijven worden jaarlijks aangepast.[14]

Het totaal inkomen wordt verder verminderd met:
- bepaalde intresten en kapitaalaflossingen van hypothecaire leningen en schuldsaldoverzekeringen met betrekking tot onroerende goederen (maximum €2 260), bijkomende aftrek hypotheek (€750) gedurende de eerste 10 jaar (plus hier boven op €80 bij 3 of meer kinderen; bedragen voor inkomsten 2013); beperkt tijdens de regering De Wever.[15]
- betaalde onderhoudsuitkeringen; beperkt tijdens de regering De Wever.[15]

| Aantal kinderen ten laste | Bijkomende belastingvrije som |
| ------------------------- | ----------------------------- |
| 1                         | € 1 490                       |
| 2                         | € 3 820                       |
| 3                         | € 8 570                       |
| 4                         | € 13 860                      |
| elk volgend kind          | toevoegen € 5 290             |

| Jaar (inkomsten) | Belastingvrije som |
| ---------------- | ------------------ |
| 2025             | € 10 910           |
| 2024             | € 10 570           |
| 2023             | € 10 160           |
| 2022             | € 9 270            |
| 2021             | € 9 050            |
| 2020             | € 8 990            |
| 2019             | € 8 860            |
| 2018             | € 7 430            |
| 2017             | € 7 270            |
| 2016             | € 7 130            |
| 2015             | € 7 090            |
| 2014             | € 7 070            |
| 2013             | € 6 990            |

De te betalen belasting wordt verminderd:
- door het verhogen van de belastingvrije som: deze bedraagt voor het aanslagjaar 2024 €10 570; Bovenop de index wordt het tegen 2029, stapsgewijs vanaf 1 januari 2026, opgetrokken naar 15.300 euro door de regering-De Wever.[11][15]
- aanvullende belastingvrije schijven in verband met kinderen ten laste respectievelijk €1 490, 3 820, 8 570 of 13 860 voor 1, 2, 3 of 4 kinderen (bedrag voor inkomsten 2013);

Opgelet: om ten laste te kunnen zijn mogen kinderen of ouderen slechts een beperkt eigen inkomen hebben. Studenten met een vakantiejob mogen in de zomermaanden wat meer verdienen.
- aanvullende belastingvrije schijven in verband met ouderen +65 ten laste (€2 970 per oudere);

Vervolgens zijn er nog vrijstellingen, belastingaftrek en belastingvermindering:
- uitgaven betaald voor de opvang van kinderen tot 12 jaar (beperkt tot €11,2 per dag en per kind).
- pensioensparen: 30% van de stortingen indien het geïnvesteerd bedrag € 960 niet overschrijdt of 25% van de stortingen indien het geïnvesteerd bedrag € 960 overschrijdt (maar maximaal € 1230); niet geindexeerd voor de periode 2026-2029 door de regering De Wever.[15]
- gebruik van dienstencheques en PWA -cheques (maximum €2  720). De belastingvermindering bedraagt 30%;
- kapitaalaflossing van bepaalde hypothecaire leningen;
- 30% van het gespaarde bedrag voor langetermijnsparen: maximumbedrag €2 260 voor de periode 2013-2017; €2 450 voor 2024; retroactief teruggedraaid tot het bedrag van 2024 voor de periode 2024-2029 tijdens de regering De Wever.[15]
- belastingvermindering voor vervangingsinkomsten en pensioenen;
- inkomsten behaald in landen waarmee België een dubbelbelastingverdrag heeft afgesloten;
- Een belastingvermindering van maximum 45% van betaalde giften van minimum €40 per jaar aan erkende instellingen; beperkt tot 10% van het netto belastbaar inkomen.[16][17] Het paasakkoord van de regering De Wever verminderde de belastingvermindering tot 30% om het overheidsbudget te herschikken, ten koste van sociale projecten van vzw's.[15]
- sommen betaald om beschermde monumenten te restaureren;
- Vanaf aanslagjaar 2020: 40% vermindering op de premie rechtsbijstandsverzekering; beperkt tijdens de regering De Wever.[15]

De regering De Wever heeft met het paasakkoord de grensbedragen van verschillende vrijstellingen en belastingverminderingen (in veel gevallen retroactief) teruggedraaid tot het bedrag van de inkomsten 2024.
Belastingaftrek en belastingvermindering worden slechts in aanmerking genomen voor zover er effectief belastingen worden betaald, apart verrekend per partner. Opletten dus met pensioensparen, langetermijnsparen en fiscale giften.
| Jaar (inkomsten) | Maximum- bedrag |
| ---------------- | --------------- |
| 2017             | € 3 200         |
| 2015-2016        | € 3 120         |
| 2014             | € 3 110         |
| 2013             | € 3 070         |
| 2012             | € 2 830         |
| 2011             | € 2 890         |
| 2009-2010        | € 2 830         |
| 2008             | € 2 700         |
| 2007             | € 2 660         |
| 2006             | € 2 610         |
| 2005             | € 2 540         |
| 2004             | € 2 490         |

| Jaar (inkomsten) | Aftrek                    | Aftrek            | Vrijstelling      |
| Jaar (inkomsten) | Kinderopvang per kind/dag | Diensten- cheques | Woonwerk- verkeer |
| ---------------- | ------------------------- | ----------------- | ----------------- |
| 2024             | € 16,40                   | € 1 790           | € 490             |
| 2023             | € 15,70                   | € 1 720           | € 470             |

### Diverse inkomsten
Zie roerende voorheffing voor details.
Niet verplicht aan te geven
- Vrijstelling van roerende voorheffing op spaarboekjes tot €1 880 (per persoon); voor de inkomsten 2019 verlaagd tot €940, in 2024 verhoogd tot €1 020. Ongewijzigd voor de periode 2025-2029.
- Roerende voorheffing uit effecten (obligaties, aandelen, fondsen) is bevrijdend en moet dus niet worden aangegeven. In het geval dat de belastingplichtige een inkomen heeft van minder dan €13 440 (2020) geldt het tarief van 25% en kan het nuttig zijn om de ontvangen intresten toch aan te geven; in dat geval wordt de roerende voorheffing volledig of gedeeltelijk terugbetaald via de personenbelasting.

Op eigen initiatief aan te geven
- Het gedeelte intresten uit spaarboekjes boven een bepaald plafond moet wel worden aangegeven.
- Niet ingehouden roerende voorheffing
- Bepaalde (buitenlandse) gemeenschappelijke beleggingsfondsen aangeboden door internationale banken houden geen roerende voorheffing af. In dat geval moet de belastingplichtige zelf de berekening en de aangifte doen van de roerende inkomsten. Hiervoor stellen bepaalde beleggingsfondsen rekenmodules ter beschikking via een webapplicatie.
- Vanaf aanslagjaar 2019 kan betaalde roerende voorheffing op dividenden tot een bepaald bedrag worden teruggevorderd via de personenbelasting.[19]

## Aangifte
Jaarlijks dienen ongeveer zes miljoen Belgen een aangifte in de personenbelasting in bij de Federale Overheidsdienst Financiën. Dat kan digitaal gebeuren via Tax-on-web. Hier kunnen bijkomende attesten of bewijzen als pdf-document worden opgeladen. Bepaalde documenten zoals loonfiches, woonleningen, pensioensparen, langetermijnsparen, lijfrenten en fiscale giften worden meestal elektronisch geregistreerd via de kruispuntbank. De betreffende bedragen worden dan ook automatisch vermeld op het aangifteformulier. Fouten of vergetelheden worden automatisch aangemerkt. Er is een vereenvoudigde berekeningsmodule beschikbaar, zodat men bij benadering het finale bedrag (opleg/terugbetaling) kan zien.
Personen die geen toegang hebben tot internet kunnen een papieren formulier handmatig invullen, of een beroep doen op de belastingadministratie. Tevens is een aangifte via een belastingconsulent of boekhouder mogelijk. Voor een deel van de bevolking met enkel een pensioen, of als loontrekkende, kan het (elektronisch) handtekenen van een vereenvoudigde aangifte volstaan.

## Inning
Het aanslagbiljet wordt voor Tax-on-web gebruikers ter beschikking gesteld via de applicatie nadat een e-mailbericht werd verstuurd. Andere belastingplichtigen krijgen een afschrift per post. Boven op de personenbelasting komen nog gemeentelijke opcentiemen. Dat betekent dat aan de rijksbelasting nog een zeker percentage toegevoegd wordt ten gunste van de gemeente. Het tarief van de gemeentelijke opcentiemen hangt af van de gemeente waar de belastingbetaler woont. Deze percentages verschillen van gemeente tot gemeente, maar de meeste liggen tussen 6 en 8%. Bepaalde gemeenten in België, die voldoende andere inkomsten hebben, heffen geen bijkomende personenbelasting. Sommige gemeenten hebben een lager tarief, zoals Nieuwpoort (5%), Aartselaar (4%) en Zwijndrecht (1%). Knokke-Heist, Koksijde en De Panne hebben helemaal geen gemeentelijke opcentiemen omdat ze voldoende inkomsten hebben uit tweede verblijven.
De personenbelasting wordt geïnd door de federale overheid, waarvan de gewesten, de gemeenschappen en de gemeenten ieder een afgesproken deel krijgen, afhankelijk van hun bevoegdheden. Dat is de zogenaamde affectatie, en heeft te maken met de Belgische staatshervorming.
Om een hogere aanslag te voorkomen kunnen burgers per kwartaal voorafbetalingen doen, als voorschot op de definitieve afrekening, waardoor men een korting op de belasting krijgt. Voor het betalen van de voorafbetalingen gelden strikte datums.